# Cantó de Nort-sur-Erdre
El cantó de Nort-sur-Erdre (bretó Kanton Enorzh) és una divisió administrativa francesa situat al departament de Loira Atlàntic a la regió de Loira Atlàntic, però que històricament ha format part de Bretanya.

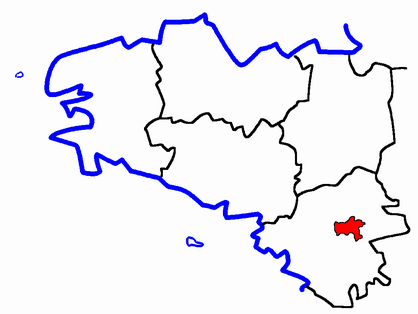
Situació del cantó

## Composició
El cantó aplega 6 comunes: 
| Nom francès          | Nom bretó             | Població | km²    | Codi Postal | Codi INSEE |
| Casson               | Kazon                 | 1.320    | 16,15  | 44390       | 44027      |
| Héric                | Hierig                | 3.987    | 73,93  | 44810       | 44073      |
| Les Touches          | An Dosenneg           | 1.950    | 35,15  | 44390       | 44205      |
| Nort-sur-Erdre       | Enorzh                | 5.885    | 66,56  | 44390       | 44110      |
| Petit-Mars           | Kervarc'h             | 2.438    | 25,97  | 44390       | 44122      |
| Saint-Mars-du-Désert | Sant-Marzh-an-Dezerzh | 3.405    | 30,46  | 44850       | 44179      |
| Cantó                | Enorzh                | 18.985   | 248,22 | -           | 4427       |

## Història
| Data d'elecció                           | Identitat     | Partit | Qualitat |
| ---------------------------------------- | ------------- | ------ | -------- |
| 1998-                                    | Xavier Amossé | PS     |          |
| les dades anteriors no són pas conegudes |               |        |          |
|                                          |               |        |          |